# Julián Besteiro
Julián Besteiro Fernández (Madrid, 21 de setembro de 1870 — Carmona, 27 de setembro de 1940) foi um político espanhol. Filho de um comerciante galego, foi um militante republicano e socialista, importante personagem da Guerra Civil Espanhola.
Está sepultado no Cemitério Civil de Madrid.